# Chloroclystis exilipicta
Chloroclystis exilipicta är en fjärilsart som beskrevs av Joannis 1906. Chloroclystis exilipicta ingår i släktet Chloroclystis och familjen mätare. Inga underarter finns listade i Catalogue of Life.